# San José, Tepetzintla
San José är en ort i Mexiko.   Den ligger i kommunen Tepetzintla och delstaten Veracruz, i den sydöstra delen av landet, 230 km nordost om huvudstaden Mexico City. San José ligger 310 meter över havet och antalet invånare är 161.
Terrängen runt San José är kuperad västerut, men österut är den platt. Runt San José är det ganska tätbefolkat, med 78 invånare per kvadratkilometer. Närmaste större samhälle är Cerro Azul, 12,9 km öster om San José. Trakten runt San José består till största delen av jordbruksmark.